# Lamorlaye
Lamorlaye är en kommun i departementet Oise i regionen Hauts-de-France i norra Frankrike. Kommunen ligger i kantonen Chantilly som tillhör arrondissementet Senlis. År 2022 hade Lamorlaye 9 097 invånare.

## Befolkningsutveckling
Antalet invånare i kommunen Lamorlaye
| Referens: INSEE |